# Köpmanholmen
Köpmanholmen – miejscowość (tätort) w Szwecji w gminie Örnsköldsvik w regionie Västernorrland. Około 1267 mieszkańców.